# Padár
Padár est un village et une commune du comitat de Zala en Hongrie.